# Perfectos desconocidos
Perfectos desconocidos è un film spagnolo del 2017 diretto da Álex de la Iglesia.
Si tratta di un remake del film italiano del 2016 Perfetti sconosciuti di Paolo Genovese.

## Trama
A una cena tra quattro coppie che si conoscono da una vita, si propone un gioco che porterà in tavola i loro peggiori segreti: leggere ad alta voce i messaggi e le chiamate sui cellulari.